# トゥイステッド・シスター
トゥイステッド・シスター（Twisted Sister）は、アメリカ合衆国出身のヘヴィメタル・バンド。
グラムメタルの代表的バンドとされ、強烈なインパクトを放つボーカリスト ディー・スナイダーを擁している事でも知られる。
VH1選出「最も偉大なハードロックバンド・ベスト100」部門73位。

## 概要
1972年にジェイ・ジェイ・フレンチ（ギター）らによって結成されているが、現在までの主な楽曲はすべて、1976年のディー・スナイダー（ボーカル）加入以降に彼によって作曲されたものである。デビュー・アルバムは結成から10年近く経った1982年にリリースされている。
派手なメイキャップを施した道化者の芸風、伝統的なHR/HMサウンドを内包したキャッチーなスタイルが特徴。結成当初はデヴィッド・ボウイ、スレイド、モット・ザ・フープル、ハンブル・パイ、ニューヨーク・ドールズなどのグラムロック勢から影響を受けていた。
曲に関してはほとんどが、親対子の関係や教育制度をテーマにしたものであり、ミュージックビデオやライブではコメディックで独特なものが多いのも特長である。コミカルな部分も受け入れられ、バンド名義で多くの子供向け番組にも出演している。

## 歴史

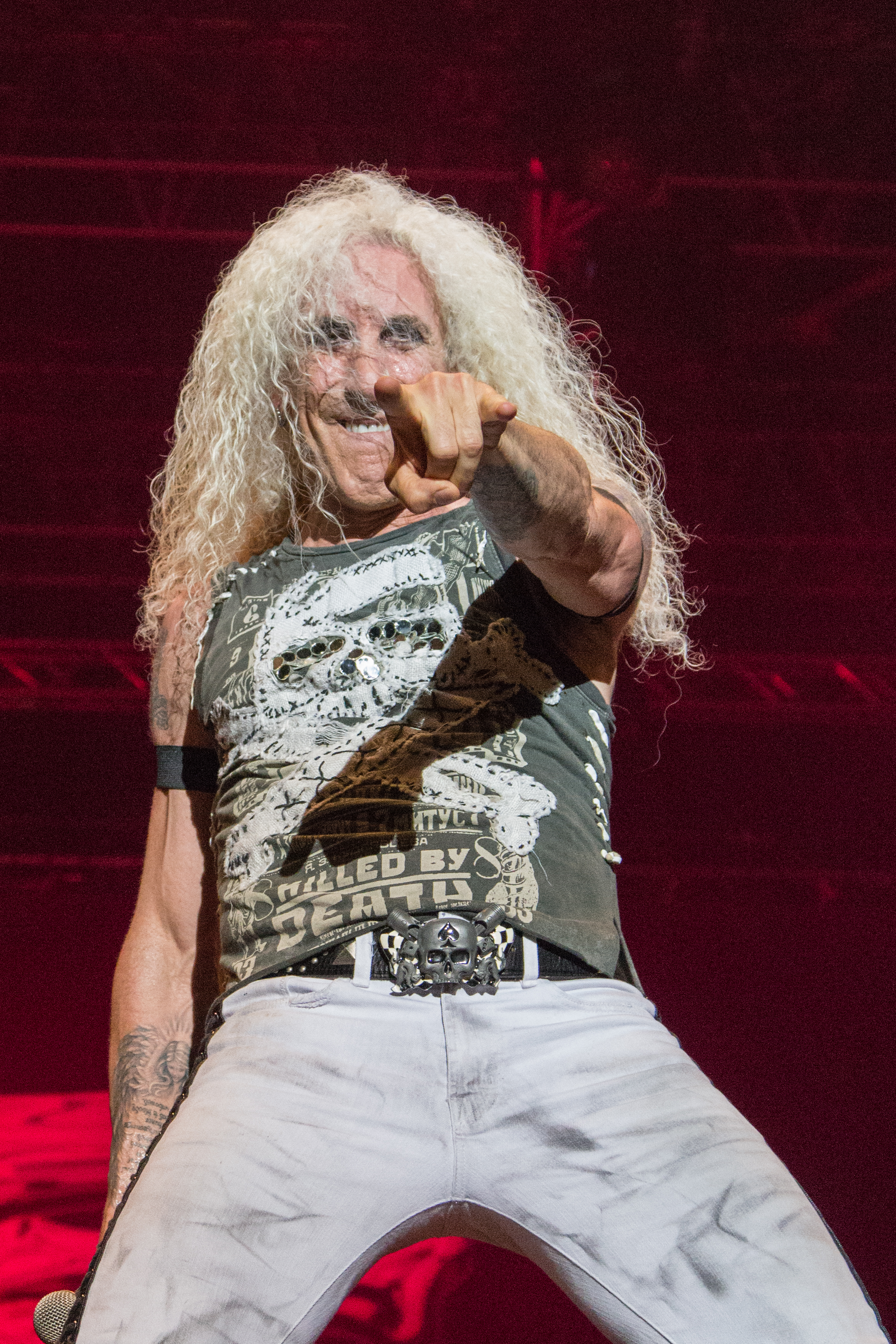
ディー・スナイダー（Vo）2014年

### 結成（1972年 - 1976年）
1972年12月、フランス人のジェイ・ジェイ・フレンチ（ギター）らによって、ニューヨークで結成。1973年2月に4人のメンバーが加入、1975年にボーカルとギターの支援として、ジェイの高校からの友人であったエディ・オヘダ（ギター）が参加した。
しかし、ジェイ・ジェイとエディ以外のラインナップは流動的で、認知度はなかなか高まらなかった。バンドは1976年頃まではグラムロック・バンドとして、クラブハウスなどでギグを行う程度であった。

### 黎明期（1976年 - 1982年）
バンドは1976年に、ボーカルと作曲担当としてディー・スナイダーを迎えた。また、ドラマーも変更し、1978年にはマーク・メンドーサ（ベース）が加入した。これを機にバンドの指向は、アリス・クーパーやブラック・サバス、モーターヘッドなどから影響を受けた、ヘヴィなハードロックスタイルへと変わっていった。
バンドはディーの優れた能力で大きく開花し、まずはニューヨーク近辺での認知度を急進的に上げた。ファンも次第に増え、1979年には「I'll Never Grow Up Now」、1980年には「Bad Boys (Of Rock & Roll)」を、自主制作でリリースした。1982年、ドラマーがA.J.ペロに交代。

### 全盛時代（1982年 - 1985年）

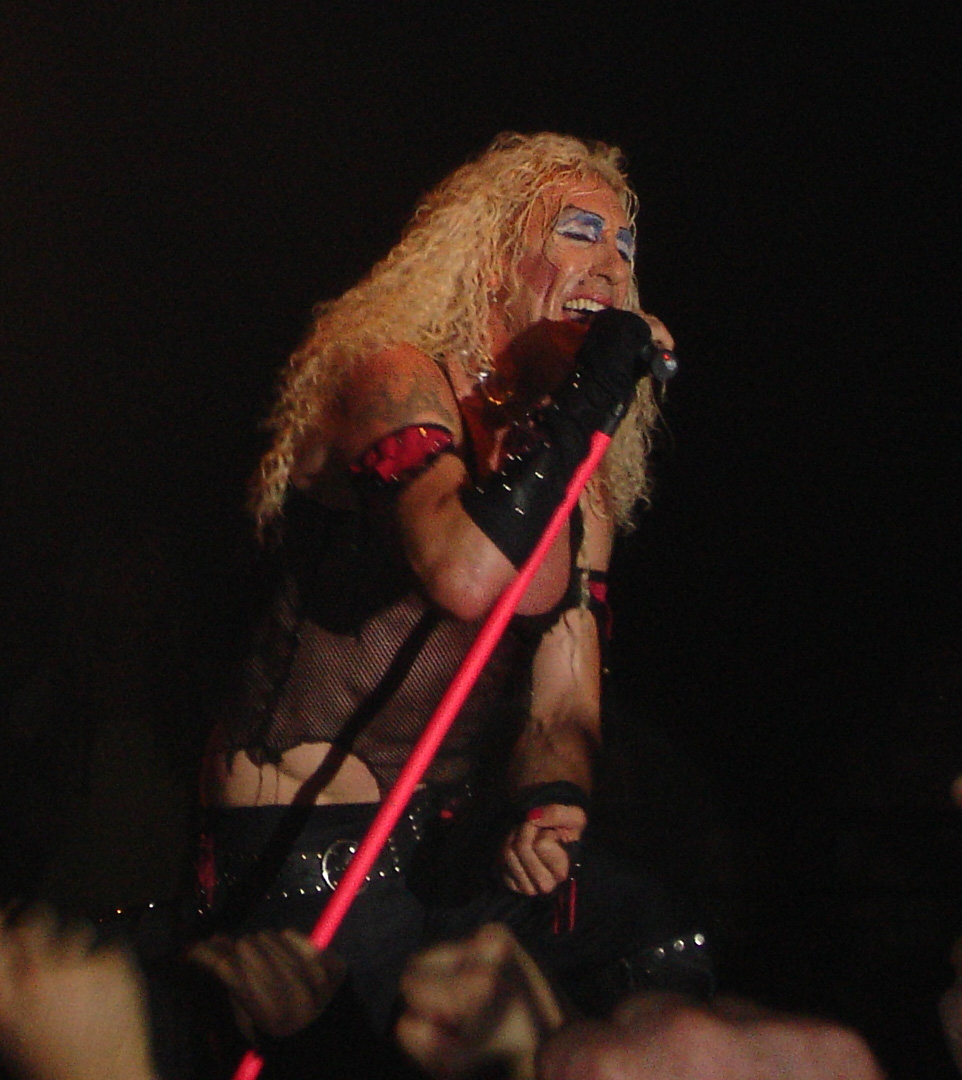
メイクアップ状態のディー・スナイダー（2006年）

1982年6月、まずは「シークレット・レコード」からEP『ラフ・カッツ』を先行リリースし、直後にデビュー・アルバム『アンダー・ザ・ブレイド』を発表した。
この時期に、後に大ヒット曲となる「We're Not Gonna Take It」のシングルリリースも計画されていたが、ディーがこの曲の歌詞を書き終える前に、契約元の「シークレット・レコード」が倒産してしまったため、同曲のリリースは後に持ち越された。またこの頃からバンドは、既存のロックバンドと差別化を図るために、女装を強調したスタイルも開始している。
その後、バンドはテレビの音楽番組『The Tube』への出演を決めるとともに、メジャーレーベル「アトランティック・レコード」と契約を交わした。1983年、同レーベルから最初のアルバム『ユー・キャント・ストップ・ロックンロール』をリリース。シングルカットされた「I Am (I'm Me)」は、全英シングルチャートで18位を獲得した。第3弾シングル「You Can't Stop Rock'n'Roll」のミュージックビデオも制作された。
1984年5月には、サード・アルバム『ステイ・ハングリー』をリリース。このアルバムでバンドは世界的な人気を獲得し、ツアーも成功した。同アルバムは、翌年の夏まで200万枚以上のセールスを記録。シングルカットされた「We're Not Gonna Take It」（全米21位）と「I Wanna Rock」（全米68位）のミュージックビデオも製作され、MTVでも頻繁にオンエアされた。1985年3月、初来日公演。

### 衰退から解散（1985年 - 1987年）
1980年代の末期に差し掛かかると、グラムメタル（LAメタル）のムーブメントが終息に向かい、バンド人気も下降していく。
1985年11月に、4枚目のアルバム『カム・アウト・アンド・プレイ』をリリース。このアルバムは50万枚を売り上げ利益にはなったものの、前作のような大ヒットまでには至らなかった。アルバムではアリス・クーパー、ブライアン・セッツァー、ビリー・ジョエル、クラレンス・クレモンズなど著名ミュージシャンも制作に加わり話題となっていたが、肝心のツアーでのゲスト参加が流れ、当初の計画が頓挫してしまった。
また、アルバムのリリース後に、A.J.ペロが脱退。後任にはジョーイ・"7"・フランコ（"7"というニックネームは、トゥイステッド・シスターにおける7代目ドラマーであることを意味している）が加入した。
1987年8月、5枚目のアルバム『ラヴ・イズ・フォー・サッカーズ』をリリース。アルバムはポップな路線でテコ入れを図るも、セールスは伸び悩む。リリースから約2ヵ月後の10月に、ディー・スナイダーが脱退。「アトランティック・レコード」はバンドとの契約を解消する。ボーカル不在となったバンドは、翌年1月に解散を発表した。

### 再結成〜二度目の解散（1997年 - 2016年）

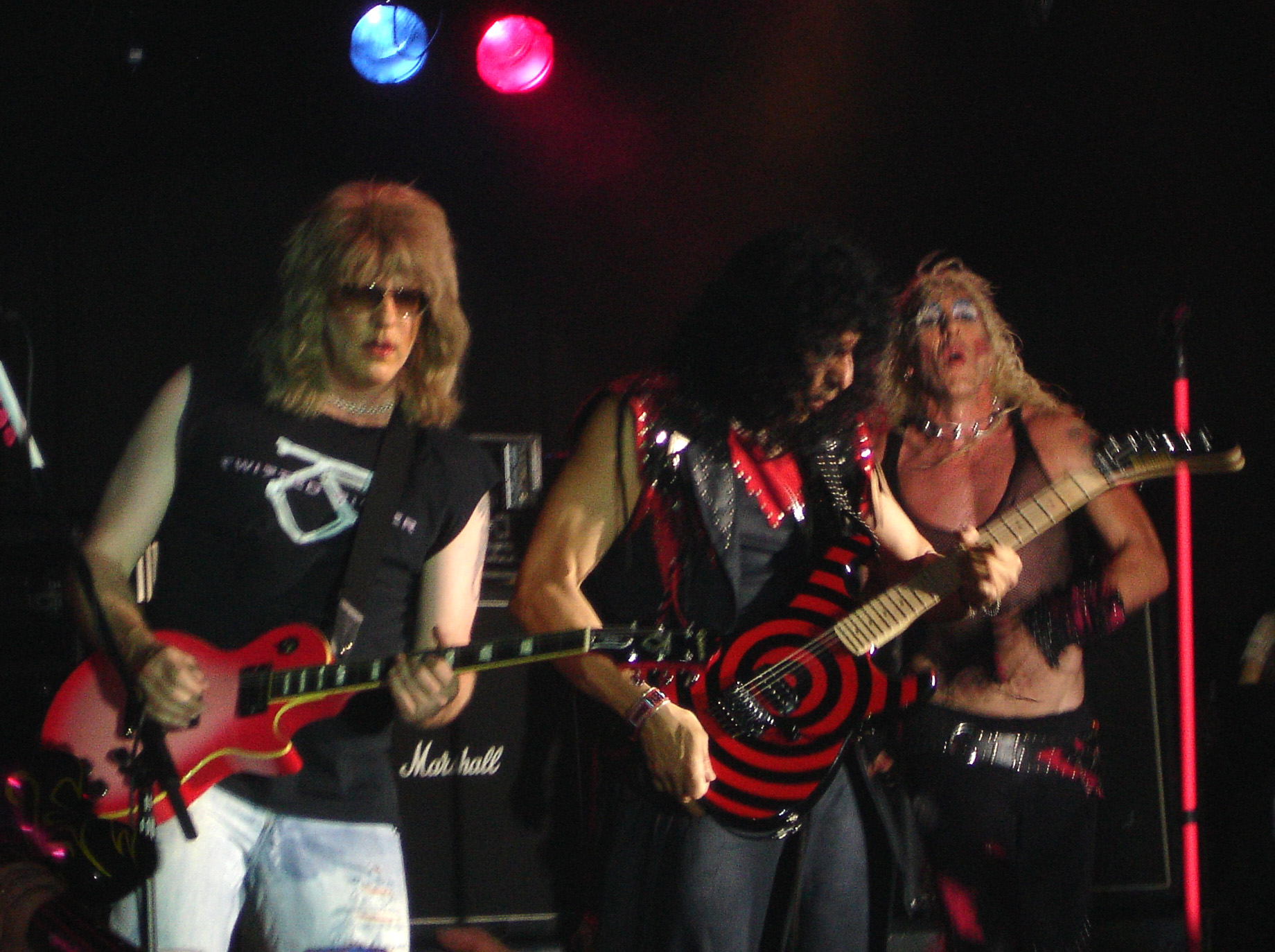
復活したメイク・パフォーマンス（2006年6月）

1997年、旧バンド・メンバーは、ディー・スナイダー出演映画のプロジェクトに協力するため久々に集結し、バンド名義でサウンドトラック収録に参加した。これを契機にチャリティーやイベントに参加するなど、幾度か集合を重ねるようになる。そして徐々に機運が高まり、2003年から本格的に活動を再開した。
2004年、約17年ぶりのスタジオ・アルバム『スティル・ハングリー』をリリース。2006年には、クリスマス・アルバム『A Twisted Christmas』を発表した。
その後は、メンバー個々の仕事と並行してライブを中心に活動していたが、2015年に、長年を共にしたメンバーのA.J.ペロが他界。後任ドラマーにマイク・ポートノイが加入した。
2016年、バンドのドキュメンタリー映画『We Are Twisted F*cking Sister!』が上映および発売。また、本年度を最後にファイナル・ツアーを実施し、同年11月の公演を最後に活動の終止符を打った。

## 補足
シングルカットした「Under the Blade」と「We're Not Gonna Take It」のミュージックビデオが、一部から「両親や教師に対しての反抗的な場面を特集している」と批判され、PMRCの委員会によって対象作品とされた事がある。ディー・スナイダー（Vo）は公聴会に出席して、反証している。
ディー・スナイダーは、メイクアップパフォーマーの同業者でもあるロックバンド「キッス」の後任メンバーに対し、「オリジナルメンバーのメイクを丸々コピーするのは敬意を欠く」と批判した。そして中心メンバーのポール・スタンレーとの口論合戦にまで発展し、最終的にスナイダーは「だったら道化もコスチュームも小道具もなしで、純粋なロックだけで勝負しよう」と呼びかけた。

## メンバー

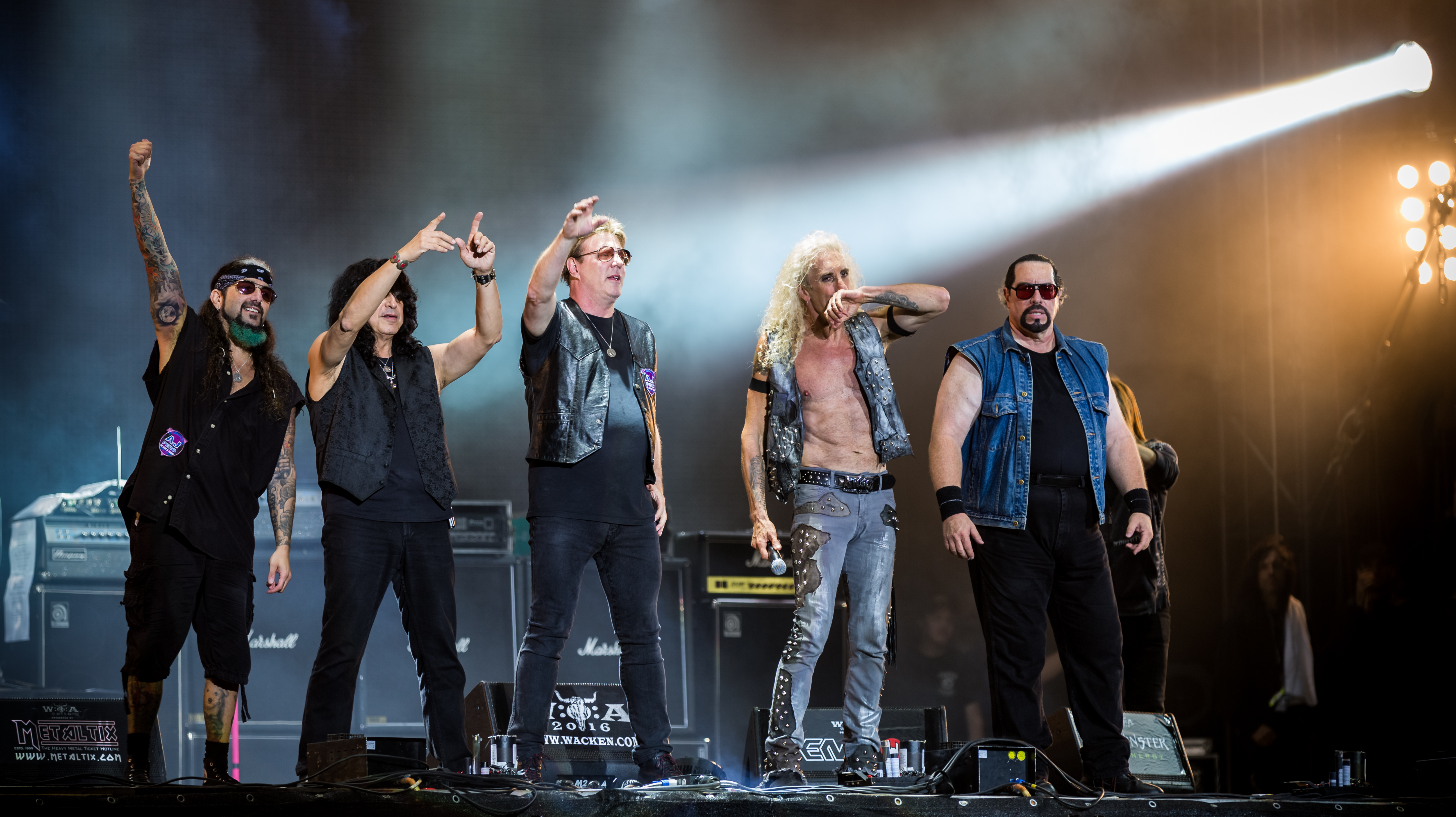
ドイツ公演・最終グループショット（2016年8月）

### 最終ラインナップ
- ディー・スナイダー（Dee Snider） - ボーカル（1976年 - 2016年）
- ジェイ・ジェイ・フレンチ（Jay Jay French） - リズムギター（1972年 - 2016年）
- エディ・オヘダ（Eddie "Fingers" Ojeda） - リードギター（1975年 - 2016年）
- マーク・メンドーサ（Mark "The Animal" Mendoza） - ベース（1978年 - 2016年）
- マイク・ポートノイ（Mike Portnoy） - ドラム（2015年 - 2016年）

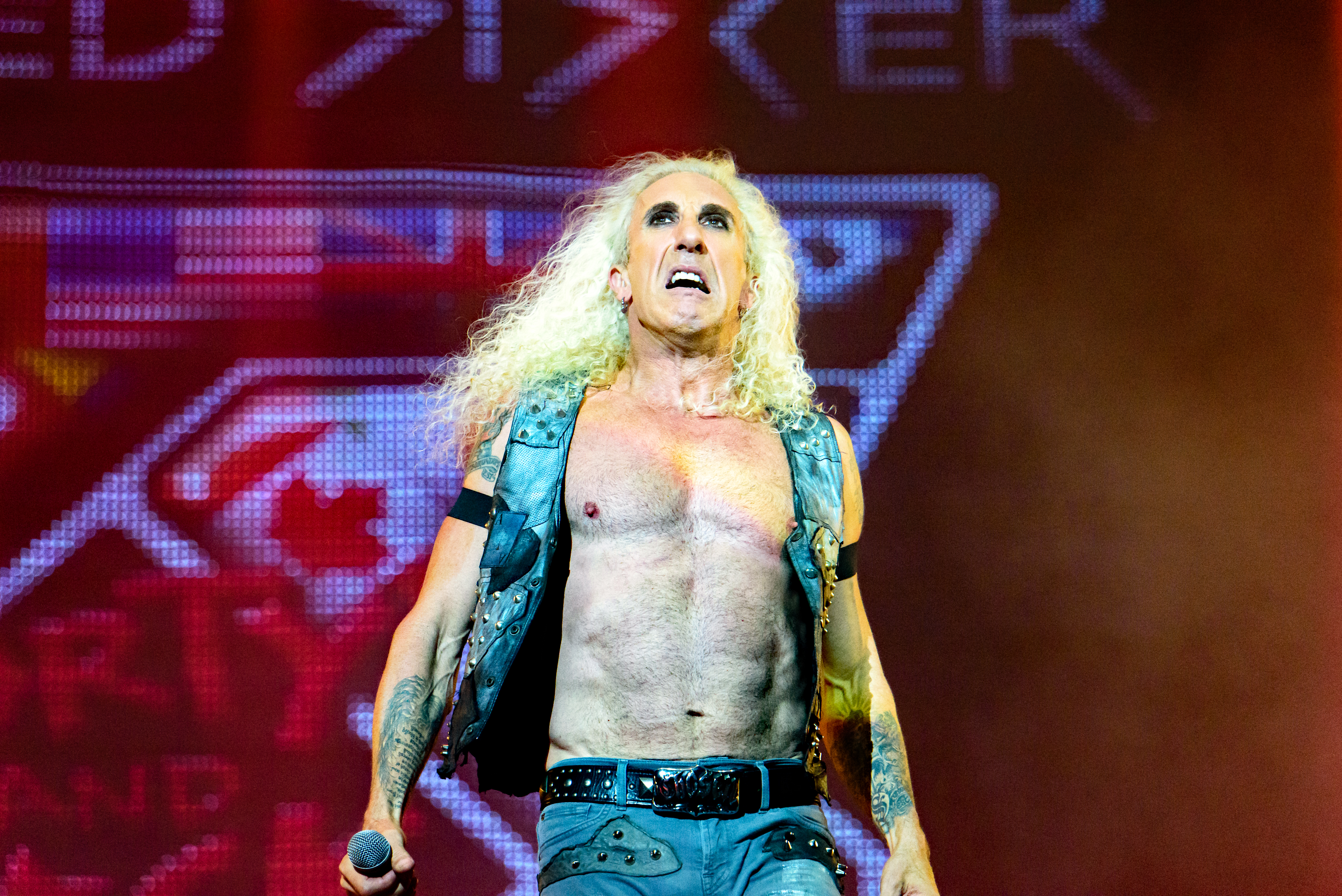
ディー・スナイダー（Vo）2016年
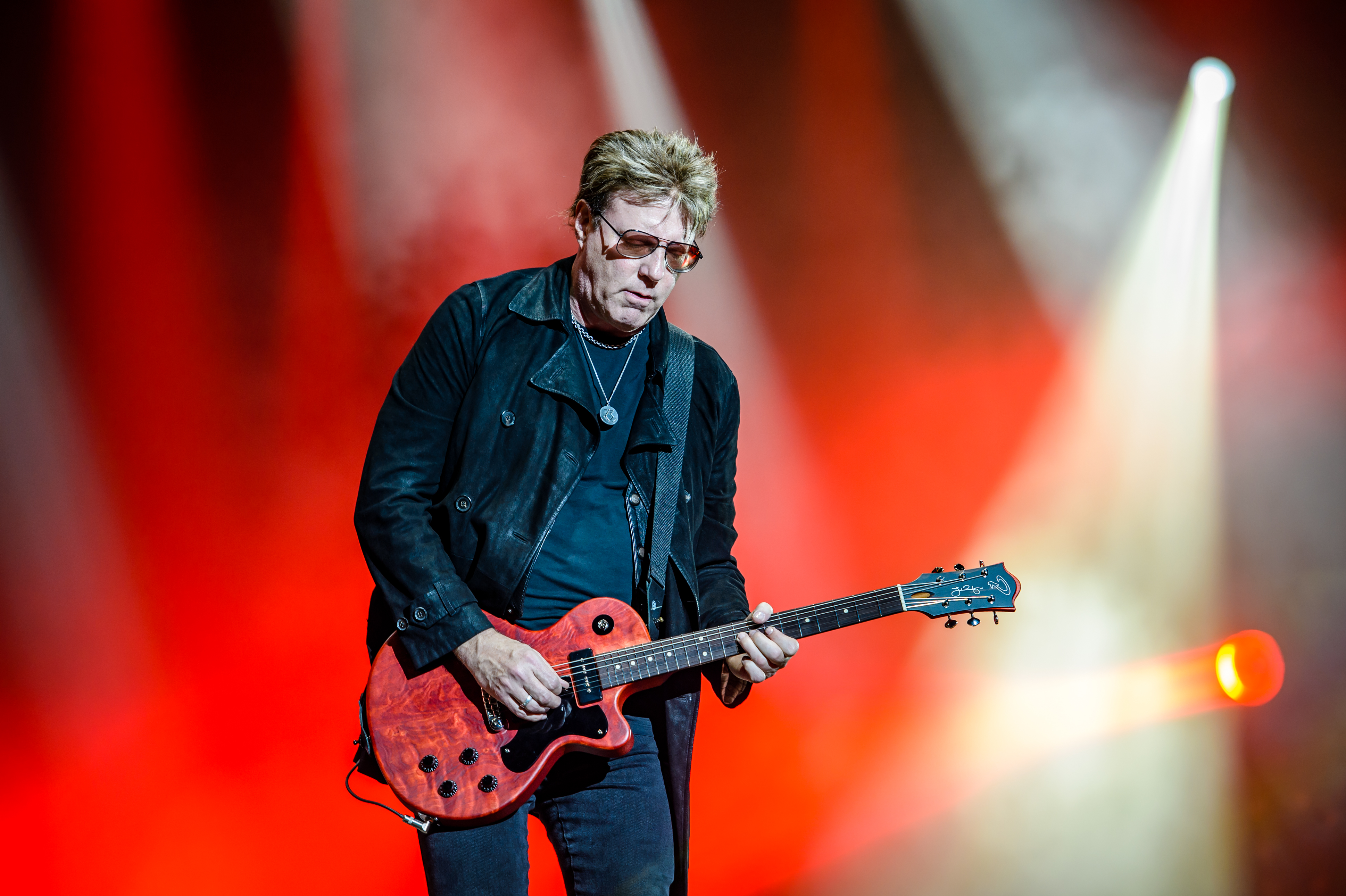
ジェイ・ジェイ・フレンチ（G）2016年
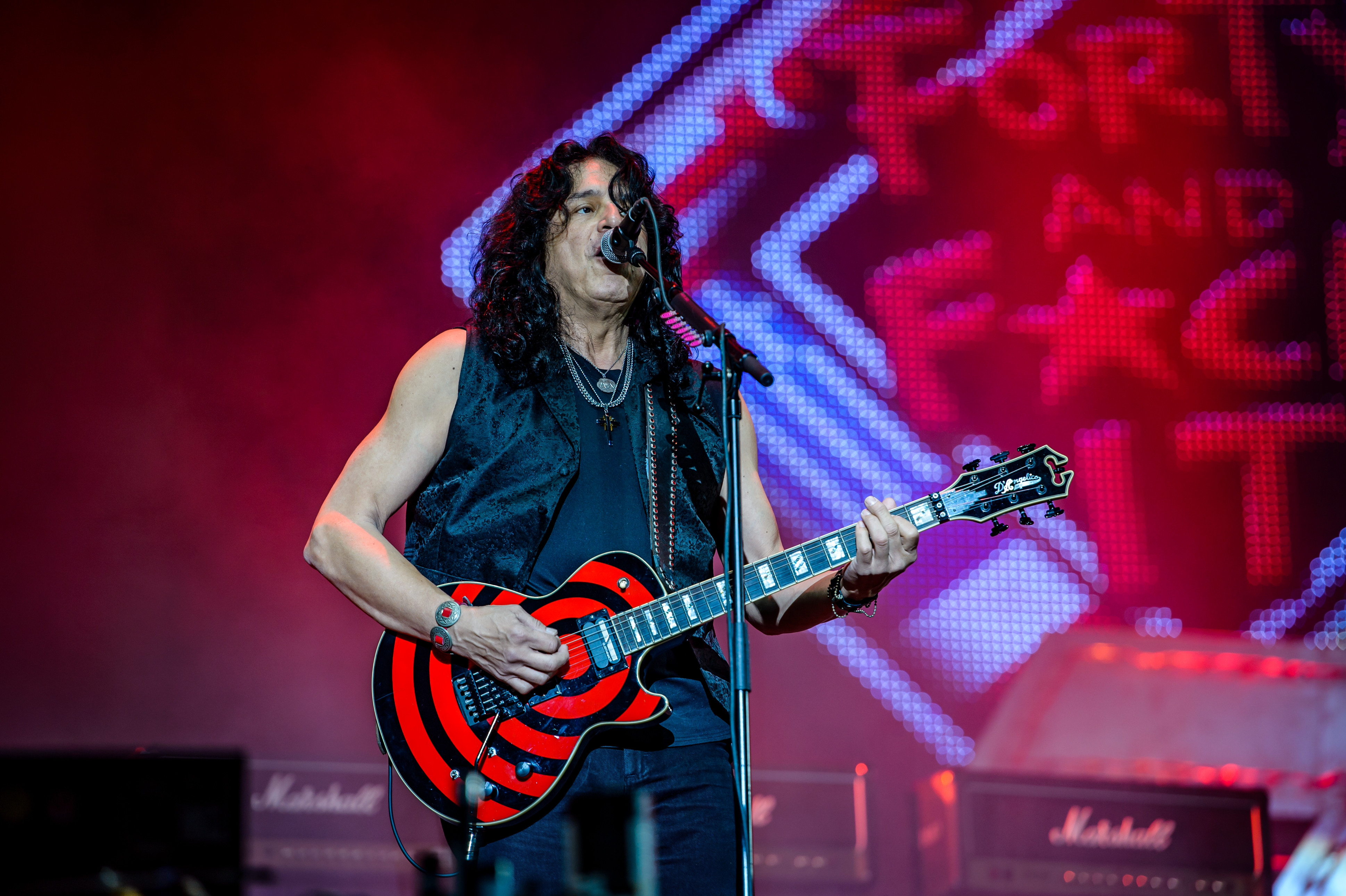
エディ・オヘダ（G）2016年
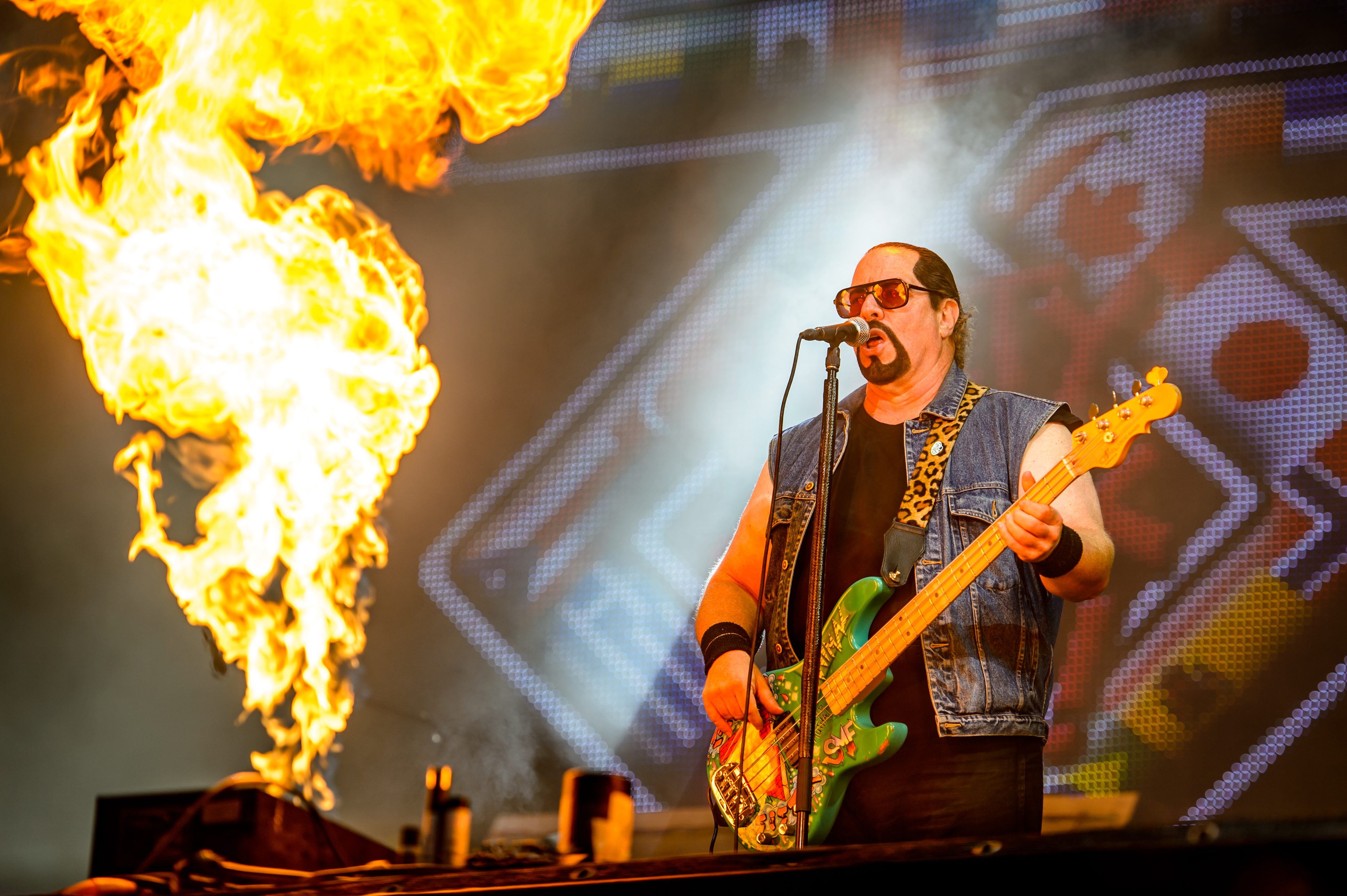
マーク・メンドーサ（B）2016年
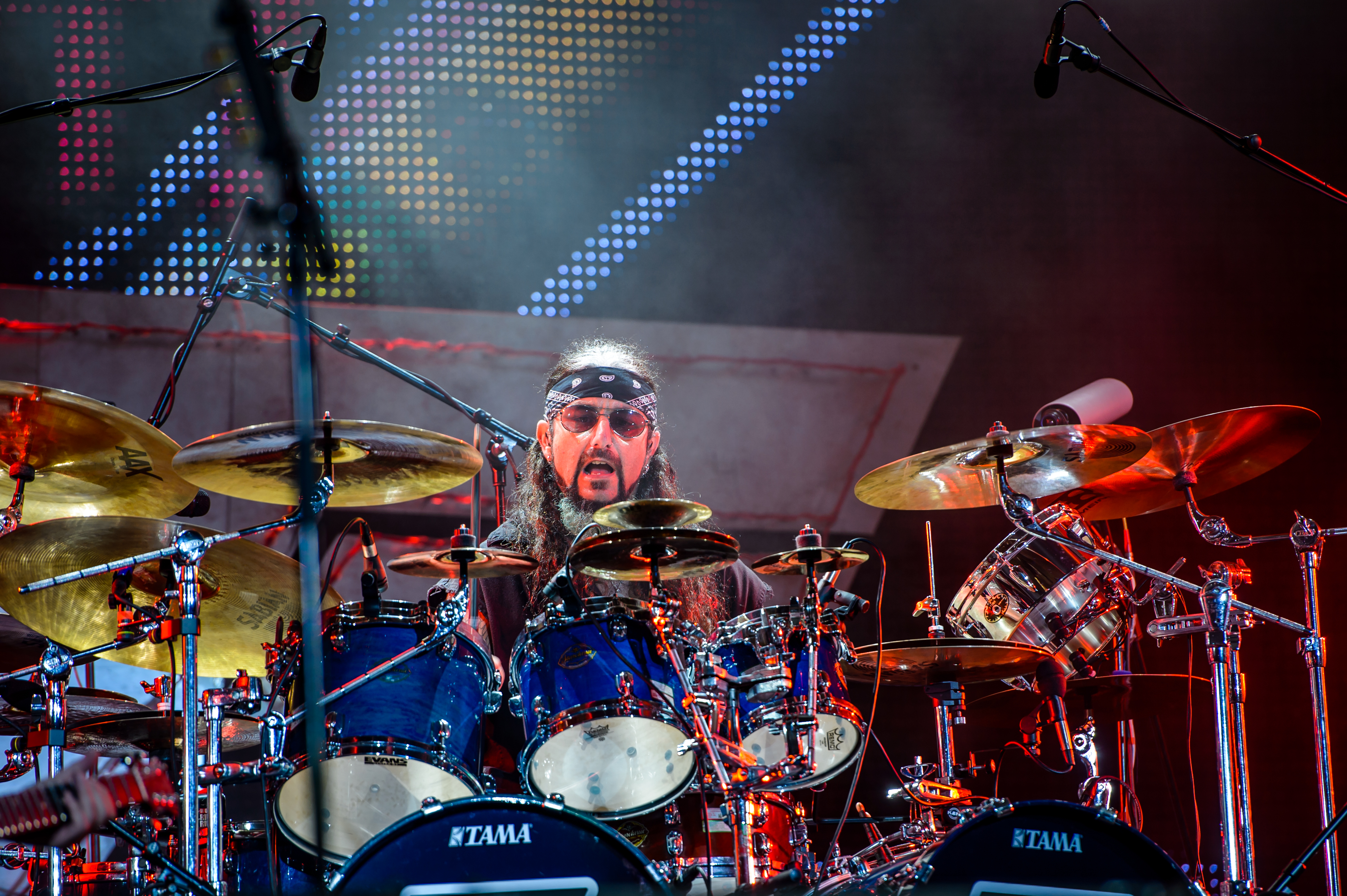
マイク・ポートノイ（Ds）2016年

### 旧メンバー
- ケニー・ニール（Kenny Neill） - ベース（1973年 - 1978年）
- メル・アンダーソン（Mel "Starr" Anderson） - ドラム（1973年 - 1975年）
- マイケル・オニール（Michael "Valentine" O'Neill） - ボーカル（1973年 - 1974年）
- ビリー・スティガー（Billy Stiger） - ギター（1973年 - 1974年）
- キース・アンジェルノ（Keith "Angel" Angelino） - ギター（1975年）
- フランク・カルダ（Frank Karuba） - ボーカル（1975年）
- ケヴィン・ジョン・グレース（Kevin John Grace） - ドラム（1975年 - 1976年）
- トニー・ペトリー（Tony Petri） - ドラム（1976年 - 1980年）
- リッチー・ティーター（Ritchie Teeter） - ドラム（1980年 - 1981年）※2012年死去[9]
- ジョーイ・ブライトン（Joey Brighton） - ドラム（1981年 - 1982年）※2010年死去
- ウォルト・ウッドワードIII（Walt Woodward III） - ドラム（1982年）※2010年死去
- A.J.ペロ（A.J. Pero） - ドラム（1982年 - 1986年、1997年 - 2015年）※2015年死去
- ジョーイ・フランコ（Joey "Seven" Franco） - ドラム（1986年 - 1988年）

## ディスコグラフィ

### スタジオ・アルバム
- 『アンダー・ザ・ブレイド』 - Under the Blade（1982年）
- 『ユー・キャント・ストップ・ロックンロール』 - You Can't Stop Rock 'n' Roll（1983年）
- 『ステイ・ハングリー』 - Stay Hungry（1984年）
- 『カム・アウト・アンド・プレイ』 - Come Out and Play（1985年）
- 『ラヴ・イズ・フォー・サッカーズ』 - Love Is for Suckers（1987年）
- 『スティル・ハングリー』 - Still Hungry（2004年）※再録アルバム
- A Twisted Christmas（2006年）※企画アルバム

### ライブ・アルバム
- Live at Hammersmith（1994年）
- Club Daze Volume II: Live in the Bars（2002年）
- 『ライヴ・アット・ヴァッケン・アンド・モア』 - Live At Wacken: The Reunion（2006年）
- A Twisted Christmas - Live（2007年）
- Live at the Astoria（2008年）
- Live at the Marquee（2011年）
- Metal Meltdown Live!（2016年）

### EP
- 『ラフ・カッツ』 - Ruff Cutts（1982年）

### コンピレーション・アルバム
- 『ベスト・オブ・トゥイステッド・シスター』 - Big Hits and Nasty Cuts（1992年）
- We're Not Gonna Take It!（1999年）
- 『クラブ・デイズVol.1:ザ・スタジオ・セッションズ』 - Club Daze Volume 1: The Studio Sessions（1999年）
- The Essentials（2002年）
- We're Not Gonna Take It & Other Hits（2003年）
- 『ベスト・オブ・アトランティック・イヤーズ』 - The Best of the Atlantic Years（2016年）